# Ocyba
Ocyba es un género de lepidópteros ditrisios de la subfamilia Eudaminae  dentro de la familia Hesperiidae. Su única especie es: Ocyba calathana (Hewitson 1868)